# 青森市立佃小学校
青森市立佃小学校（あおもりしりつ つくだしょうがっこう）は、青森県青森市佃2丁目にある公立小学校。
北には、つくだウエザーパーク（旧青森地方気象台跡地。青森市で100番目の公園）が、さらに北に道路を何百メートルか行けば青森市立浪打小学校がある。かつては浪打駅の影響もあり浪打銀座通りとして北の道は賑わっていたのだが、今は商店が何軒も撤退したため見る影もなく、名前だけがただ残っている。

## 基本情報
- 2023年（令和5年）5月30日時点

| 学年 | 1年 | 2年 | 3年 | 4年 | 5年 | 6年 | 特別支援 | 合計 |
| ---- | --- | --- | --- | --- | --- | --- | -------- | ---- |
| 学級 | 3   | 3   | 3   | 2   | 3   | 3   | 3        | 20   |
| 児童 | 75  | 83  | 72  | 56  | 75  | 75  | 17       | 453  |

- 学校職員（臨時職員など除く）41名。

## 沿革
- 1957年（昭和32年）
  - 4月1日 - 緑小学校として発足。ただし、校舎は完成しておらず、浪打小学校校舎の一部を、仮校舎に充てる。
  - 4月7日 - 第一期工事竣工（12教室）。2部授業実施。
  - 5月30日 - 校章（帽章・胸章）制定。
  - 6月1日 - 創立開校記念式典挙行。
  - 11月1日 - 青森市立佃小学校と改称。同日、学校文集「つくだ」第1号刊行。
- 1958年（昭和33年）
  - 2月1日 - 校歌制定。
  - 5月22日 - 第二期工事竣工（教室・便所増築）。
- 1960年（昭和35年）
  - 1月16日 - 2教室増築竣工。
  - 6月25日 - 講堂落成記念式典挙行。
- 1962年（昭和37年）6月21日 - 4教室及び東側便所増築竣工。
- 1964年（昭和39年）12月4日 - 特別教室（理科室・音楽室）増築竣工。
- 1966年（昭和41年）6月1日 - 創立10周年記念と校旗樹立の両式典挙行。
- 1967年（昭和42年）
  - 4月1日 - 学区変更に伴い、児童の一部を浪打小学校へ移籍。
  - 5月1日 - 共同調理場（給食センター）方式による学校給食開始。
- 1971年（昭和46年）4月20日 - プレハブ3教室使用開始。
- 1977年（昭和52年）6月1日 - 創立20周年記念式典挙行。
- 1980年（昭和55年）4月 - 新校舎A棟竣工（プレハブ教室解消）。
- 1988年（昭和63年）
  - 8月 - 新校舎B棟竣工。
  - 9月26日 - 創立30周年記念式典挙行。
- 1990年（平成2年）
  - 3月31日 - 体育館竣工。
  - 11月5日 - 校舎・体育館落成記念式典挙行。
- 1997年（平成9年）11月1日 - 創立40周年記念式典挙行。

## 学区
出典
詳細な番地などは、青森市教育委員会まで要問い合わせ。
- 佃1丁目（一部）
- 佃2丁目（一部）
- 佃3丁目（一部）
- 松森1丁目（一部）
- 松森2丁目（全域）
- 松森3丁目（全域）
- 中佃1丁目（全域）
- 中佃2丁目（全域）
- 中佃3丁目（一部）
- 南佃1丁目（全域）
- 南佃2丁目（全域）

## 進学先中学校
出典
詳細な番地などは、青森市教育委員会まで要問い合わせ。
- 青森市立浪打中学校 - 佃1丁目の一部、佃2丁目の一部、松森1丁目、松森2丁目から通う児童の主な進学先
- 青森市立佃中学校 - 浪打中学校の通学区域を除く地域から通う児童の主な進学先

## 学校周辺
- つくだウェザーパーク（青森地方気象台跡）
- 青森佃郵便局
- 他は、住宅が広がる。

## アクセス
- 青森市営バス「西佃」バス停より、校地西側の門まで、
  - 「B1」系統（新町線）・青森駅前行のりばから、徒歩約520m・約8分。
    - 戸山団地行と同ルートなら約390mだが、停留所付近に横断歩道が設置されておらず、タイヤ館付近の横断歩道まで廻る必要があるため、やや遠回りを強いる。

  - 「H21」系統（松森・浜館線）・戸山団地行のりばから、徒歩375m・約7分。
- 青い森鉄道青い森鉄道線東青森駅から、徒歩約1.3km・約20分。
- 佃中学校から、徒歩約555m・約8分。

## 参考資料
- 『新青森市史 別編教育（別巻） 年表・学校沿革』（青森市・2000年3月）「学校沿革 （一）小学校」141頁～142頁「佃小学校 変遷」